# Elmer George
Elmer Ray George (* 15. Juli 1928 in Hockerville, Oklahoma; † 30. Mai 1976 in Terre Haute, Indiana) war ein US-amerikanischer Autorennfahrer.

## Karriere
Elmer George startete einmal in seiner Karriere bei einem Rennen zur Weltmeisterschaft der Formel 1. Er startete am 30. Mai 1957 bei den 500 Meilen von Indianapolis – dieses Rennen zählte zwischen 1950 und 1960 zur Weltmeisterschaft – und ging vom neunten Startplatz ins Rennen. Er schied jedoch schon in der ersten Runde auf einem Kurtis Kraft 500-Offenhauser nach einem Unfall aus.